# AVROTROS

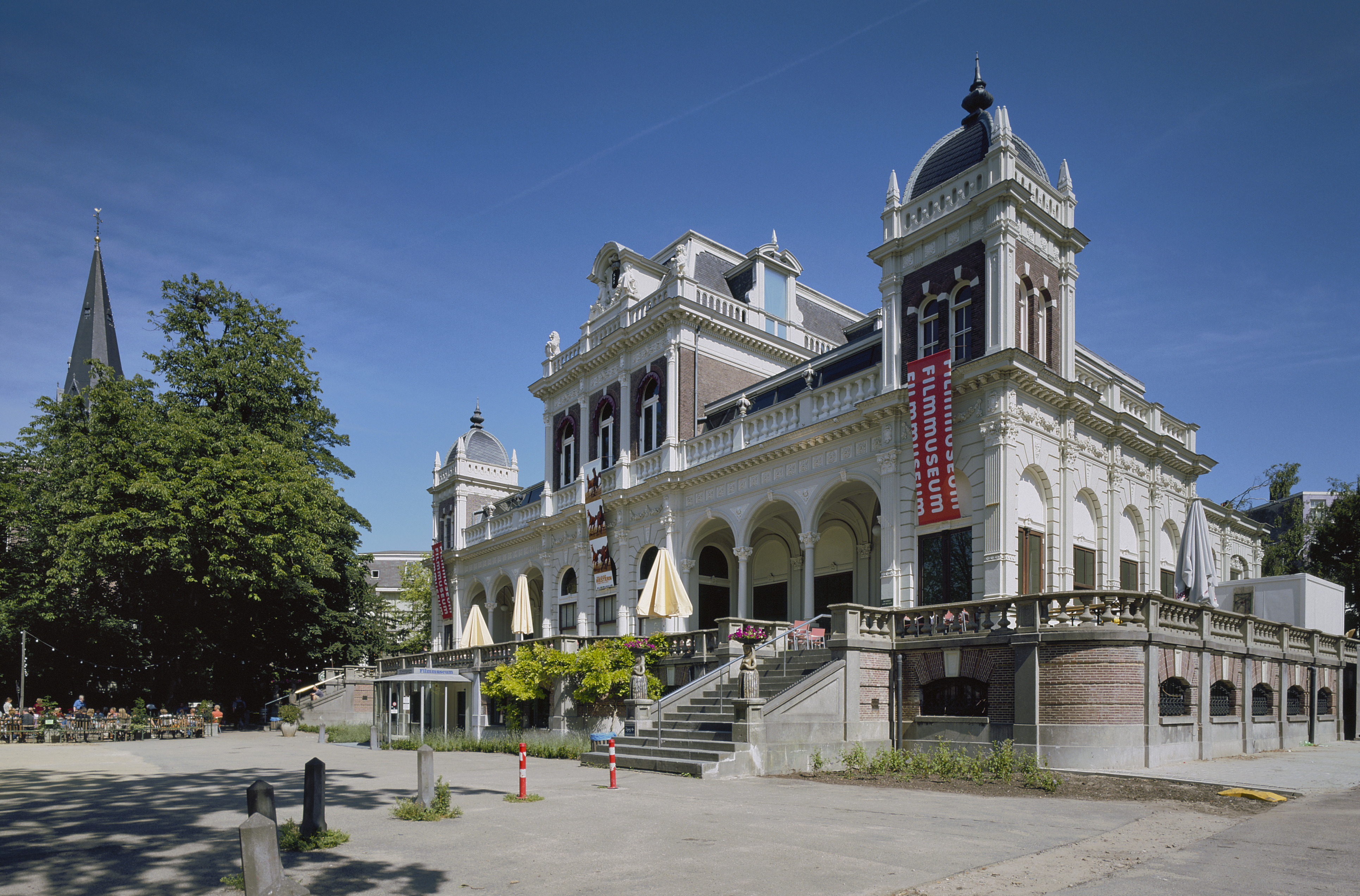
Siedziba AVROTROS: Vondelparkpaviljoen w Amsterdamie

AVROTROS – holenderski nadawca radiowy i telewizyjny. Członek organizacji Nederlandse Publieke Omroep (NPO). Powstał w 2014 roku w wyniku połączenia nadawców Algemene Vereniging Radio Omroep (AVRO) i Televisie Radio Omroep Stichting (TROS). Nazwa AVROTROS jest używana dla wspólnie produkowanych programów od 1 stycznia 2014. Od 7 września 2014 wszystkie istniejące programy AVRO i TROS są również nadawane pod nazwą AVROTROS.
AVROTROS jest członkiem Europejskiej Unii Nadawców (EBU), oraz od 2014 roku odpowiada za uczestnictwo Holandii w Konkursie Piosenki Eurowizji.
Po wygranej reprezentanta kraju, Duncana Laurence'a w Konkursie Piosenki Eurowizji 2019, AVROTROS (wraz z NOS oraz NPO) został ogłoszony nadawcą-gospodarzem Konkursu Piosenki Eurowizji 2020. Po odwołaniu konkursu AVROTROS został ponownie ogłoszony nadawcą-gospodarzem konkursu w 2021.

## Programy
- Beste Zangers
- Bloedverwanten
- Brugklas
- Buitenhof
- Draadstaal
- EenVandaag
- Flikken Maastricht
- Fort Boyard
- Junior Songfestival
- Kids Top 20
- Koefnoen
- De Luizenmoeder
- Konkurs Piosenki Eurowizji
- Konkurs Piosenki Eurowizji dla Dzieci
- Wie is de Mol?

## Prezenterzy
- Bart Arens
- Naomi van As
- Jojanneke van den Berge
- Daniël Dekker
- Tim Douwsma
- Pieter Jan Hagens
- Antoinette Hertsenberg
- Jort Kelder
- Cornald Maas
- Roos Moggré
- Ivo Niehe
- Annemieke Schollaardt
- Jan Smit
- Monique Smit
- Rob Stenders
- Dionne Stax
- Lauren Verster
- Rik van de Westelaken

## Historia loga

Logo używane od 1 stycznia 2014 do 1 października 2020
Logo używane od 1 października 2020